# Escorxador Municipal d'Olot
L'antic Escorxador Municipal era una obra d'Olot (Garrotxa) inclosa a l'Inventari del Patrimoni Arquitectònic de Catalunya.

## Descripció
La façana principal constava d'un sol pis dividit en dues parts amb una porta central. A cada banda hi havia sis finestres amb una partició al mig de cada tres finestres. Una altra façana donava a la ronda Fluvià. Aquesta façana constava de set finestres i tres de falses, després d'aquestes tres hi havia una gran portalada i a continuació dues finestres tapades al mig de les quals hi havia una finestra oberta.
L'any 1844 s'hi instal·laren uns banys públics.